# École polytechnique de l’université de Tours
Die École polytechnique de l’université de Tours (Polytech Tours) ist eine französische Ingenieurhochschule, die 2002 gegründet wurde.
Die Schule bildet Ingenieure in fünf Fachrichtungen aus:
- Planung und Umwelttechnik
- Informatik
- Elektronik und elektrische Energiesysteme
- Mechanik und Systemdesign
- Industrielle Daten.[2]

Das in Tours gelegene Polytech Tours ist eine öffentliche Hochschuleinrichtung. Die Schule gehört zur Universität Tours.